# PNKD
PNKD (англ. Paroxysmal nonkinesigenic dyskinesia) – білок, який кодується однойменним геном, розташованим у людей на короткому плечі 2-ї хромосоми.  Довжина поліпептидного ланцюга білка становить 385 амінокислот, а молекулярна маса — 42 876.
| 10         |  | 20         |  | 30         |  | 40         |  | 50         |
| ---------- |  | ---------- |  | ---------- |  | ---------- |  | ---------- |
| MAAVVAATAL |  | KGRGARNARV |  | LRGILAGATA |  | NKASHNRTRA |  | LQSHSSPEGK |
| EEPEPLSPEL |  | EYIPRKRGKN |  | PMKAVGLAWY |  | SLYTRTWLGY |  | LFYRQQLRRA |
| RNRYPKGHSK |  | TQPRLFNGVK |  | VLPIPVLSDN |  | YSYLIIDTQA |  | QLAVAVDPSD |
| PRAVQASIEK |  | EGVTLVAILC |  | THKHWDHSGG |  | NRDLSRRHRD |  | CRVYGSPQDG |
| IPYLTHPLCH |  | QDVVSVGRLQ |  | IRALATPGHT |  | QGHLVYLLDG |  | EPYKGPSCLF |
| SGDLLFLSGC |  | GRTFEGNAET |  | MLSSLDTVLG |  | LGDDTLLWPG |  | HEYAEENLGF |
| AGVVEPENLA |  | RERKMQWVQR |  | QRLERKGTCP |  | STLGEERSYN |  | PFLRTHCLAL |
| QEALGPGPGP |  | TGDDDYSRAQ |  | LLEELRRLKD |  | MHKSK      |  |            |

A: Аланін

C: Цистеїн

D: Аспарагінова кислота

E: Глутамінова кислота

F: Фенілаланін

G: Гліцин

H: Гістидин

I: Ізолейцин

K: Лізин

L: Лейцин

M: Метіонін

N: Аспарагін

P: Пролін

Q: Глутамін

R: Аргінін

S: Серин

T: Треонін

V: Валін

W: Триптофан

Кодований геном білок за функцією належить до гідролаз. 
Задіяний у такому біологічному процесі як альтернативний сплайсинг. 
Білок має сайт для зв'язування з іонами металів, іоном цинку. 
Локалізований у цитоплазмі, ядрі, мембрані, мітохондрії.